# 克拉桑
克拉桑（法語：Classun，法語發音：[klasœ̃]）是法国朗德省的一个市镇，属于蒙德马桑区。

## 地理
克拉桑（43°42'38"N, 0°24'51"W）面积8.82 平方千米，位于法国新阿基坦大区朗德省，该省份为法国西南部沿海省份，是法國本土面积第二大的省，北起吉倫特省，西临大西洋，南至大西洋比利牛斯省，东临热尔省，东北与洛特-加龍省接壤。
与克拉桑接壤的市镇（或旧市镇、城区）包括：比阿讷、迪奥尔-巴尚、厄热尼莱班、拉里维耶尔圣萨万、勒南、圣卢布埃。

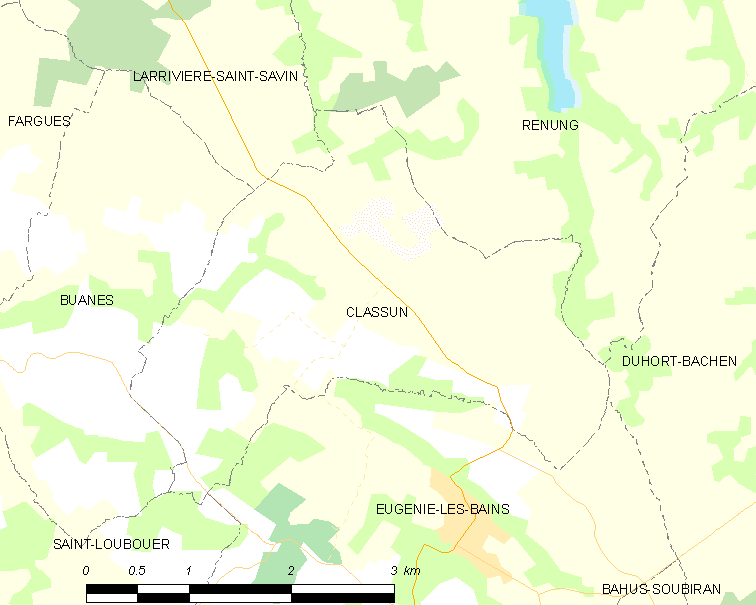
克拉桑的OSM定位图

克拉桑的时区为UTC+01:00、UTC+02:00（夏令时）。

## 行政
克拉桑的邮政编码为40320，INSEE市镇编码为40082。

## 政治
克拉桑所属的省级选区为阿杜尔-阿马尼亚克县。

## 人口

1962-2008年间克拉桑人口变化图示

克拉桑于2022年1月1日时的人口数量为246人。